# 1868 en France
Chronologie de la France
- 1864
- 1865
- 1866
- 1867
- 1868
- 1869
- 1870
- 1871
- 1872

Cette page concerne l'année 1868 du calendrier grégorien.

## Événements

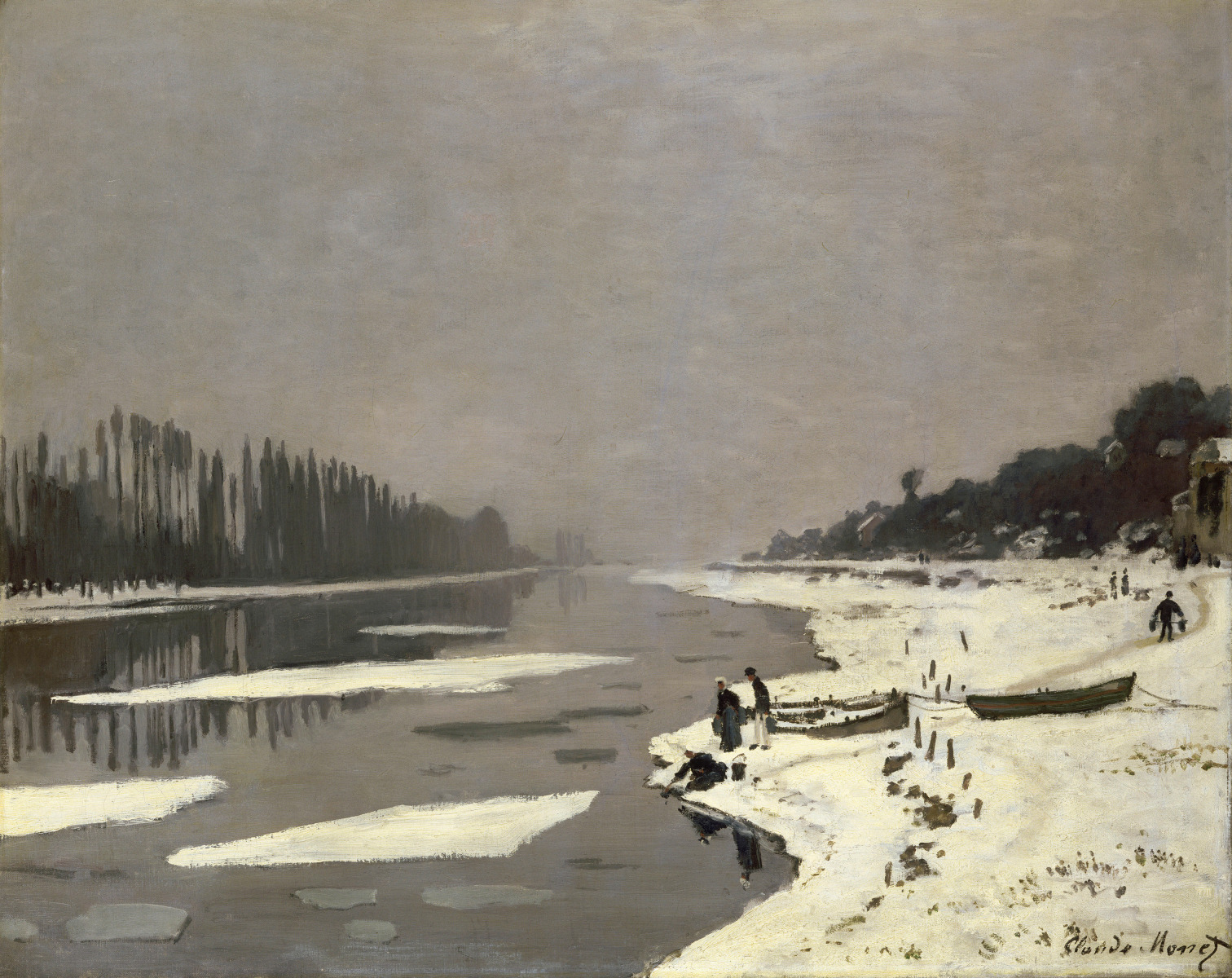
Glaçons sur la Seine à Bougival par Claude Monet, 1868

- 2-12 janvier : la Seine gèle à Paris pendant 11 jours[1].
- 14 janvier : la France acquiert par traité avec les Nkomi la lagune Fernan Vaz au Gabon[2].
- 14 janvier et 4 février : lois du maréchal Niel sur la réforme militaire et la réorganisation de l'armée et de son recrutement[3].
- 22 janvier : arrêté relatif à la constitution de la propriété territoriale indigène en Nouvelle-Calédonie. Il définit la politique de mise en réserve des indigènes. Chaque tribu kanak obtient un régime dérogatoire pour les terres coutumières « insaisissable, inaliénables, incessibles, incommutables »[4].
- En février, création, rue de l’Arcade à Paris, du club politique dit des « Arcadiens » comprenant Jérôme David, Granier de Cassagnac et Welles de Lavalette[5] ; ses membres, ultra-conservateurs, s’opposent à toutes les mesures libérales, même celles émanant de l'empereur.

- 20 mars : dissolution de la Section française de la Première Internationale[6] (procès intenté par le gouvernement impérial du 30 décembre 1867 au 20 mars 1868).

- 11 mai : loi libéralisant la presse[7].
- 19 mai : le roi Glèlè de Dahomey cède le territoire de Cotonou à la France[8].
- 20 mai : création des communes mixtes en Algérie[9].
- 30 mai : début de la publication des journaux La Lanterne par Henri Rochefort (hebdomadaire dirigé contre l'Empire)[10], et L'Union libérale à Tours[11].

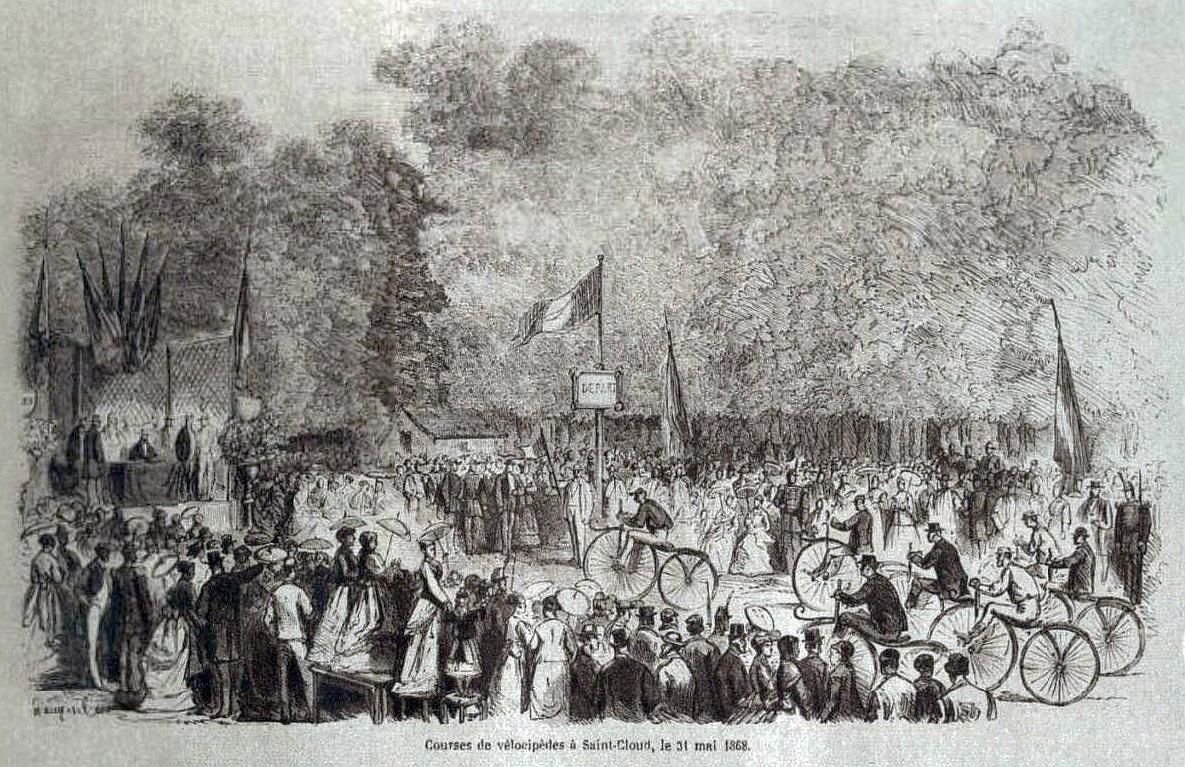
Première course cycliste

- 31 mai : première course cycliste officielle au parc de Saint-Cloud, remportée par l'Anglais James Moore[12].

- 2 juin : début de la troisième expédition de Grandidier à Madagascar (fin le 15 août 1870)[13].
- 6 juin : loi autorisant les réunions publiques[14]. Abolition de l'autorisation préalable pour les réunions non politiques[15].
- 15 juin : ouverture au trafic du chemin de fer du Mont-Cenis dans les Alpes[16].

- 11 juillet : deux caisses d’assurances sociales sont créées, sur la vie et contre les accidents du travail[17]. Les deux caisses sont facultatives.
- 22 juillet : la commission nommé par la Société d'agriculture de l’Hérault (Gaston Bazille, Jules Émile Planchon et Félix Sahut) publie sa première note dans le Messager du Midi et identifie un insecte, appelé d'abord Rhizaphis vastatrix puis phylloxéra, comme responsable du dépérissement du vignoble[18].

- 31 juillet : fondation de l’École pratique des hautes études sur la proposition de Victor Duruy[19].

- 2 août : abrogation de l'article 1781 du Code civil par lequel, en cas de procès entre un patron et un salarié, c’est la parole du patron qui prime[20].
- 8 août : la France accepte de signer un traité d’amitié avec Madagascar[21] (accepté en 1865 par le Royaume-Uni et en 1867 par les États-Unis). Elle réclame au préalable 120 000 francs d’indemnité en compensation de la Charte Lambert[21].
- 8 août : Le caporal Thibault des sapeurs-pompiers réalisent de nombreux sauvetages lors d'un incendie rue Saint-Antoine à Paris. Héros de la nation, il est décoré par l'empereur Napoléon III de la Légion d'Honneur.

- 19 octobre : ouverture à Alger du premier noviciat des Pères Blancs, fondée par l'archevêque d'Alger Lavigerie[22].

- 2 novembre : des militants républicains rendent hommage à Alphonse Baudin autour de sa sépulture au cimetière de Montmartre et lancent une souscription pour lui élever un monument. Le gouvernement entame des poursuites pénales contre les organisateurs[23].
- 13 novembre : procès politique Baudin, qui permet à Léon Gambetta de se faire connaître, lors de sa plaidoirie républicaine[6].
- 23 novembre : Louis Ducos du Hauron dépose un brevet de photographie couleur[24].

- 2 décembre : massacre de cinq personnes par l’armée à Saint-Denis de La Réunion[25]. Émeute et état de siège pendant six mois.
- 4 décembre : ouverture du procès des empoisonneuses de Marseille[26].